# کریس ین
کریس ین (انگلیسی: Chris Yen؛ ‏ ۴ اوت ۱۹۷۴) بازیگر و رزمی‌کار، بازیگر اهل هنگ کنگ است. وی بین سال‌های ۱۹۸۶ تا ۲۰۰۹ میلادی فعالیت می‌کرد. وی هنرهای رزمی را از سن ۴ سالگی از مادرش و نواختن پیانو را از سن ۵ سالگی آغاز کرد. او در سن ۱۰ سالگی، به‌عنوان جوان‌ترین رزمی‌کار در «نخستین دوره رقابت‌های بین‌المللی تای‌چی» در سال ۱۹۸۴ برندهٔ مدال نقره شد. او دانش‌آموختهٔ دو رشتهٔ روان‌شناسی و مدریتی بازرگانی در دانشگاه بوستون است.
از فیلم‌هایی که وی در آن‌ها نقش داشته است، می‌توان به شوالیه‌های شانگهای و روزگارشان را سیاه کن، مالون اشاره نمود.